# Butylmagnesiumchlorid
Butylmagnesiumchlorid ist eine Grignardverbindung.

## Herstellung
Butylmagnesiumchlorid wird durch Reaktion von 1-Chlorbutan mit aktivierten Magnesiumspänen in Tetrahydrofuran erhalten.
Butylmagnesiumchlorid kann außerdem durch Reaktion von wasserfreiem Magnesiumchlorid mit Butyllithium hergestellt werden. Dabei entsteht auch Dibutylmagnesium, das mit Butylmagnesiumchlorid in einem Schlenk-Gleichgewicht steht.

## Reaktionen
Butylmagnesiumchlorid eignet sich als Alkylierungsmittel zum Einführen von Butylgruppen. Als typisches Grignard-Reagenz reagiert es beispielsweise mit Estern wie Butylbenzoat.
Tetrabutylblei kann hergestellt werden, indem Blei(II)-chlorid zunächst mit 1-Chlorbutan und dann mit Brom umgesetzt wird, um Tributylbleibromid zu erhalten. Durch Reaktion mit Butylmagnesiumchlorid kann die vierte Butylgruppe eingeführt werden.